# Maria-Ward-Gymnasium Bamberg
Das Maria-Ward-Gymnasium in Bamberg (Bayern) ist eine weiterführende Schule für Mädchen. Sie hieß früher Englische Fräulein und wurde kirchlich betrieben. Heute existiert neben dem Gymnasium auch eine angeschlossene Realschule unter der Trägerschaft der Erzdiözese Bamberg.

## Geschichte
Die Bezeichnung des Gymnasiums geht auf die englische Adlige Maria Ward zurück, die im 17. Jahrhundert Bildungseinrichtungen für junge Frauen und Mädchen gründete, doch zu ihren Lebzeiten noch keine päpstliche Bestätigung für den damit verbundenen weiblichen Orden ohne kirchliche Klausurverpflichtung erlangen konnte. Ihre Gefährtinnen und Nachfolgerinnen setzten jedoch ihr Werk über Jahrhunderte fort.
In Bamberg sind seit 1717 Schwestern und Mitarbeiter darin engagiert, Mädchen nach den Grundsätzen Mary Wards, d. h. auf der Grundlage des christlichen Menschenbildes zu erziehen und zu bilden. Das erzieherische Wirken wurde lediglich in den Jahren der Zeit des Nationalsozialismus unterbrochen, als den Schwestern aus ideologischen Gründen die Unterrichtserlaubnis entzogen wurde.
Träger von Gymnasium und Realschule war bis Ende 2001 das Institut der Englischen Fräulein (Maria-Ward-Schwestern), Teil einer weltweit verbreiteten Ordensgemeinschaft mit ignatianischer Ausrichtung, die sich inzwischen Congregatio Jesu nennt. Im Jahr 2002 ging – aus finanziellen Gründen – die Trägerschaft der Schule an die Erzdiözese Bamberg über, wobei sich der Name dann in Maria-Ward-Schulen Bamberg änderte. Die Tagesschule und das Internat – Einrichtungen, die das Bildungsangebot der Schulen ergänzen – wurden weiterhin von der Congregatio Jesu geleitet. Seit August 2011 befindet sich auch die Tagesschule in der Trägerschaft der Erzdiözese Bamberg, während das Internat geschlossen werden musste. Großen Wert wird auf eine ganzheitliche Erziehung und auf die Weitergabe christlicher Werte geachtet. Dabei spielt die Vermittlung von sozialen Kompetenzen, Förderung der unterschiedlichen Begabungen und der Erziehung zu einer selbstbewussten Frau in Familie, Beruf und Gesellschaft eine signifikante Rolle. 1998 wurde ein Förderverein gegründet, der es sich zur Aufgabe gemacht hat, die genannten Anliegen der Schulen und ihrer begleitenden Einrichtungen zu unterstützen.

## Ausbildungswege
Das Maria-Ward-Gymnasium führt einen sprachlichen Zweig sowie einen wirtschafts- und sozialwissenschaftlichen Zweig mit Schwerpunktfach Wirtschaft und Recht.
In der Jahrgangsstufe 5 beginnt mit Englisch die 1. Fremdsprache und ab Jahrgangsstufe 6 wird als 2. Fremdsprache Latein oder Französisch unterrichtet. Wer Französisch wählt, hat sich damit für den wirtschafts- und sozialwissenschaftlichen Zweig entschieden, in dem besonders die Fächer Wirtschaft und Recht, sowie Wirtschaftsinformatik betont werden.
Die Schülerinnen, die Latein gewählt haben, entscheiden nach Jahrgangsstufe 7, ob sie im sprachlichen Gymnasium mit Französisch als dritter Fremdsprache bleiben oder in das zweisprachige wirtschafts- und sozialwissenschaftliche Gymnasium übertreten.
Alle Schülerinnen haben nach der 9. Jahrgangsstufe die Möglichkeit, Spanisch als spätbeginnende Fremdsprache zu lernen. Hierfür wird die erste oder die zweite Fremdsprache abgewählt.
Im Durchschnitt besuchen ca. 300 Schülerinnen den wirtschafts- und sozialwissenschaftlichen Zweig und ca. 600 Schülerinnen das sprachliche Gymnasium. Des Weiteren erhalten alle Schülerinnen, die Latein belegt haben, nach der 10. Jahrgangsstufe das "Latinum", sofern sie wenigstens die Note 4 erreicht bzw. eine Zusatzprüfung nach der 9. Jahrgangsstufe mit Erfolg abgelegt haben. Die Oberstufe arbeitet mit dem Clavius-Gymnasium zusammen, um die Wahlmöglichkeiten zu vergrößern.

## Schulleiter
- 2009–2017 Ingrid Käfferlein[3]
- ab 2017 Stephan Reheuser[4]